# Anomiopus birai
Anomiopus birai е вид насекомо от семейство Листороги бръмбари (Scarabaeidae).

## Разпространение
Видът е разпространен в Бразилия (Мато Гросо и Мато Гросо до Сул) и Парагвай.